# M2-9
A nebulosa M2-9 (também conhecida como nebulosa dos Jatos Duplos, nebulosa da Borboleta) é uma nebulosa planetária na constelação de Ophiuchus distante cerca de 2 100 anos-luz da Terra. É uma nebulosa bipolar com dois lóbulos de material emitidos por uma estrela central. Se estima que a capa exterior tenha 1 200 anos de idade.